# Ursul de Argint pentru cel mai bun actor
Ursul de Argint pentru cel mai bun actor este un premiu acordat la Festivalul Internațional de Film de la Berlin pentru cel mai bun actor.

## Premii
| An   | Actor                                                          | Film                                               |
| ---- | -------------------------------------------------------------- | -------------------------------------------------- |
| 1956 | Burt Lancaster                                                 | Trapez                                             |
| 1957 | Pedro Infante                                                  | Tizoc                                              |
| 1958 | Sidney Poitier                                                 | The Defiant Ones                                   |
| 1959 | Jean Gabin                                                     | Archimède le clochard                              |
| 1960 | Fredric March                                                  | Inherit The Wind                                   |
| 1961 | Peter Finch                                                    | No Love for Johnnie                                |
| 1962 | James Stewart                                                  | Mr. Hobbs Takes a Vacation                         |
| 1963 | Sidney Poitier                                                 | Crinii câmpului                                    |
| 1964 | Rod Steiger                                                    | The Pawnbroker                                     |
| 1965 | Lee Marvin                                                     | Cat Ballou                                         |
| 1966 | Jean-Pierre Léaud                                              | Masculin, féminin                                  |
| 1967 | Michel Simon                                                   | Le vieil homme et l'enfant                         |
| 1968 | / Jean-Louis Trintignant                                       | L'Homme qui ment                                   |
| 1971 | Jean Gabin                                                     | Pisica                                             |
| 1972 | Alberto Sordi                                                  | Detenuto in attesa di giudizio                     |
| 1975 | Vlastimil Brodský                                              | Jakob mincinosul                                   |
| 1976 | Gerhard Olschewski                                             | Verlorenes Leben                                   |
| 1977 | Fernando Fernán Gómez                                          | El anacoreta                                       |
| 1978 | Craig Russell                                                  | Outrageous!                                        |
| 1979 | Michele Placido                                                | Ernesto                                            |
| 1980 | / Andrzej Seweryn                                              | Dyrygent                                           |
| 1981 | Anatoly Solonitsyn                                             | Dvadtsat shest dney iz zhizni Dostoevskogo         |
| 1981 | Jack Lemmon                                                    | Tribute                                            |
| 1982 | Stellan Skarsgård                                              | Den Enfaldige Mördaren                             |
| 1982 | Michel Piccoli                                                 | Une étrange affaire                                |
| 1983 | Bruce Dern                                                     | That Championship Season                           |
| 1984 | Albert Finney                                                  | The Dresser                                        |
| 1985 | Fernando Fernán Gómez                                          | Stico                                              |
| 1986 | Tuncel Kurtiz                                                  | Hiuch HaGdi                                        |
| 1987 | Gian Maria Volontè                                             | Il Caso Moro                                       |
| 1988 | Jörg Pose and Manfred Möck                                     | Einer trage des anderen Last                       |
| 1989 | Gene Hackman                                                   | Mississippi Burning                                |
| 1990 | Iain Glen                                                      | Silent Scream                                      |
| 1991 | Maynard Eziashi                                                | Mister Johnson                                     |
| 1992 | Armin Mueller-Stahl                                            | Utz                                                |
| 1993 | Denzel Washington                                              | Malcolm X                                          |
| 1994 | Tom Hanks                                                      | Philadelphia                                       |
| 1995 | Paul Newman                                                    | Nobody's Fool                                      |
| 1996 | Sean Penn                                                      | Dead Man Walking                                   |
| 1997 | Leonardo DiCaprio                                              | Romeo + Juliet                                     |
| 1998 | Samuel L. Jackson                                              | Jackie Brown                                       |
| 1999 | Michael Gwisdek                                                | Night Shapes (Nachtgestalten)                      |
| 2000 | Denzel Washington                                              | The Hurricane                                      |
| 2001 | Benicio del Toro                                               | Traffic                                            |
| 2002 | Jacques Gamblin                                                | Laissez-passer                                     |
| 2003 | Sam Rockwell                                                   | Confessions of a Dangerous Mind                    |
| 2004 | Daniel Hendler                                                 | Lost Embrace (El abrazo partido)                   |
| 2005 | Lou Taylor Pucci                                               | Thumbsucker                                        |
| 2006 | Moritz Bleibtreu                                               | Elementarteilchen                                  |
| 2007 | Julio Chávez                                                   | The Other (El otro)                                |
| 2008 | Reza Naji                                                      | The Song of Sparrows (Avaze gonjeshk-ha)           |
| 2009 | Sotigui Kouyaté                                                | London River                                       |
| 2010 | Grigoriy Dobrygin Sergei Puskepalis                            | How I Ended This Summer (Kak Ya Provel Etim Letom) |
| 2011 | Peyman Moaadi Shahab Hosseini Ali-Asghar Shahbazi Babak Karimi | A Separation                                       |
| 2012 | Mikkel Følsgaard                                               | A Royal Affair                                     |
| 2013 | Nazif Mujić                                                    | An Episode in the Life of an Iron Picker           |
| 2014 | Liao Fan                                                       | Black Coal, Thin Ice                               |
| 2015 | Tom Courtenay                                                  | 45 Years                                           |
| 2016 | Majd Mastoura                                                  | Inhebbek Hedi                                      |
| 2017 | Georg Friedrich                                                | Bright Nights                                      |
| 2018 | Anthony Bajon                                                  | The Prayer                                         |

## Legături externe
- Berlinale website